# Jety I
Jety I (Khety), o Actoes, es el primer rey de la dinastía IX de Egipto, de la que sería el fundador c. 2160-2145 a. C.
Actoes, dio un golpe de Estado, y se proclamó faraón en la vecina Henen-Nesut (Heracleópolis Magna), aunque su autoridad sólo fue reconocida en las regiones más próximas, marcando el comienzo de la dinastía IX.
Sexto Julio Africano lo denomina Actoes y escribió, copiando de Manetón, que esta dinastía tiene su capital en Heracleópolis y fue fundada por Actoes quien se comportó más cruelmente que los reyes precedentes, provocando el lamento de todo Egipto. Posteriormente cayó presa de la locura y lo asesinó un cocodrilo".
Eusebio de Cesarea comentó que este rey, llamado Octois, asoló a todo Egipto con espantosas calamidades.
No figura en la Lista Real de Abidos ni la Lista Real de Saqqara. El fragmento del Canon Real de Turín que tenía inscrito su nombre se perdió.

## Titulatura
| Titulatura | Jeroglífico | Transliteración (transcripción) - traducción - (referencias) |

| F32 · X1 | M17 | M17 |

| F32 · X1 | M17 | M17 |

| F32 · X1 | M17 | M17 |

| F32 · X1 | M17 | M17 |

| F32 · X1 | M17 | M17 |

| F32 · X1 | M17 | M17 |

| F32 · X1 | M17 | M17 |

| F32 · X1 | M17 | M17 |

| F32 · X1 | M17 | M17 |

| F32 · X1 | M17 | M17 |

| F32 · X1 | M17 | M17 |

| F32 · X1 | M17 | M17 |

| F32 · X1 | M17 | M17 |

| F32 · X1 | M17 | M17 |

| F32 · X1 | M17 | M17 |

| F32 · X1 | M17 | M17 |

| Predecesor: Neferirkara II | Faraón Dinastía IX | Sucesor: Merykara I (?) |